# Discografia di Chris Rea

## Album in studio
- 1978 - Whatever Happened to Benny Santini?
- 1979 - Deltics
- 1980 - Tennis
- 1982 - Chris Rea
- 1983 - Water Sign
- 1984 - Wired to the Moon
- 1985 - Shamrock Diaries
- 1986 - On the Beach
- 1987 - Dancing with Strangers
- 1989 - The Road to Hell
- 1991 - Auberge
- 1992 - God's Great Banana Skin
- 1993 - Espresso Logic
- 1998 - The Blue Cafe
- 1999 - The Road to Hell: Part 2
- 2000 - King of the Beach
- 2002 - Dancing Down the Stony Road
- 2003 - Blue Street (Five Guitars)
- 2003 - Hofner Blue Notes
- 2004 - The Blue Jukebox
- 2005 - Blue Guitars
- 2008 - The Return of the Fabulous Hofner Bluenotes
- 2011 - Santo Spirito Blues
- 2017 - Road Songs for Lovers
- 2019 - One Fine Day

## Album dal vivo
- 2006 - The Road to Hell and Back

## Raccolte
- 1986 - Herzklopfen (solo in Germania)
- 1988 - New Light Through Old Windows
- 1994 - The Best of Chris Rea
- 1998 - The Best of Chris Rea
- 2001 - The Very Best of Chris Rea
- 2005 - Heartbeats - Chris Rea's Greatest Hits
- 2006 - The Platinum Collection
- 2007 - The Ultimate Collection 1978–2000
- 2007 - The Works
- 2008 - Fool (If You Think It's Over)
- 2009 - Still So Far To Go... The Best Of Chris Rea
- 2011 - The Journey 1978-2009

## Colonne sonore
- 1996 - La Passione